# Norbanus aiolomorphi
Norbanus aiolomorphi är en stekelart som beskrevs av Yang och Wang 1993. Norbanus aiolomorphi ingår i släktet Norbanus och familjen puppglanssteklar. Inga underarter finns listade i Catalogue of Life.